# 萝岗区
萝岗区，是中华人民共和国广东省广州市曾经存在的市辖区，在2005年5月設立，于2014年2月撤销，其区域合并入新的黄埔区，管辖面积393.22平方千米（最初为389.06平方千米）。其前身為1984年成立的廣州經濟技術開發區。

## 得名由来
“萝岗”之名由来有多种说法。其中一说是因为此处山上生长一种叫“萝”的蔓生植物，亦叫“薛萝”，此山叫“薜萝岗”，后人简称为“萝岗”。

## 沿革
萝岗区成立前，其地归属增城市、白云区、黄埔区、天河区等管辖。

### 大事记
- 2005年4月28日，国务院批准广州市在广州开发区的基础上成立萝岗区。白云区萝岗街道、钟落潭镇2个居委会和14个村（原九佛鎮）、黄埔区夏港街道、荔联街道2个自然村、天河区新塘街道玉树村、增城市中新镇镇龙居委会和14个村（原鎮龍鎮）、新塘镇4个村划归萝岗区管辖，萝岗区政府驻广州经济技术开发区志诚大道[10][11][12][13]。萝岗区与广州开发区一个机构两块牌子，原在黄埔区内的广州开发区西区和东区划归萝岗区管辖[14]。
- 2005年8月1日，白云区、黄埔区、天河区、增城市部分区域的经济、社会行政管理事务移交给萝岗区[15]。
- 2005年8月23日，广州经济技术开发区九佛镇龙片区、永和片区管理工作组正式成立[16]。
- 2005年9月28日，广州市萝岗区人民政府、广州市萝岗区人民代表大会常务委员会、中国人民政治协商会议广州市萝岗区委员会、广州市萝岗区人民法院、广州市萝岗区人民检察院正式挂牌[17][18][19][20][21][22][23]。
- 2005年11月16日，中共广州市萝岗区委员会、中共广州市萝岗区纪律检查委员会正式挂牌[24][25]。
- 2006年3月，广东省和广州市政府批准萝岗区设立九龙镇和永和街道办事处，调整后的萝岗共辖1个镇和5个街道办事处[26]。
- 2006年4月12日，广州市萝岗区九龙镇人民政府正式挂牌[27][28]。
- 2006年4月19日，广州市萝岗区人民政府永和街道办事处正式挂牌[29][30]。
- 2009年8月23日，广州开发区、萝岗区领导机关和主要职能部门办公地点搬迁至香雪三路1号广州开发区萝岗区行政服务中心[31]。
- 2014年1月25日，国务院批准撤销萝岗区，原黄埔区与萝岗区行政区域合并成立新的黄埔区[32]。
- 2015年8月底，萝岗区正式停止运作。广州开发区机构和职能从原萝岗区独立单独设置，與黃埔區合署辦公[31]。

## 轄區範圍
萝岗区的轄區包括5个街道办事处1个镇：夏港街道、联和街道、东区街道、萝岗街道、永和街道、九龙镇、官洲街道（代管国际生物岛）。其中萝岗街道为区政府驻地。

## 下辖片区
萝岗区下辖八个片区：萝岗中心城区、九佛片区、镇龙片区、天鹿湖（广汕路以北）片区、永和片区、科学城片区、东区和夏港片区（西区）。

## 交通
萝岗区设有广河高速公路、广惠高速公路、广园快速路、广深高速公路及东二环高速公路等五条快速通道。